# Miroslav Konôpka

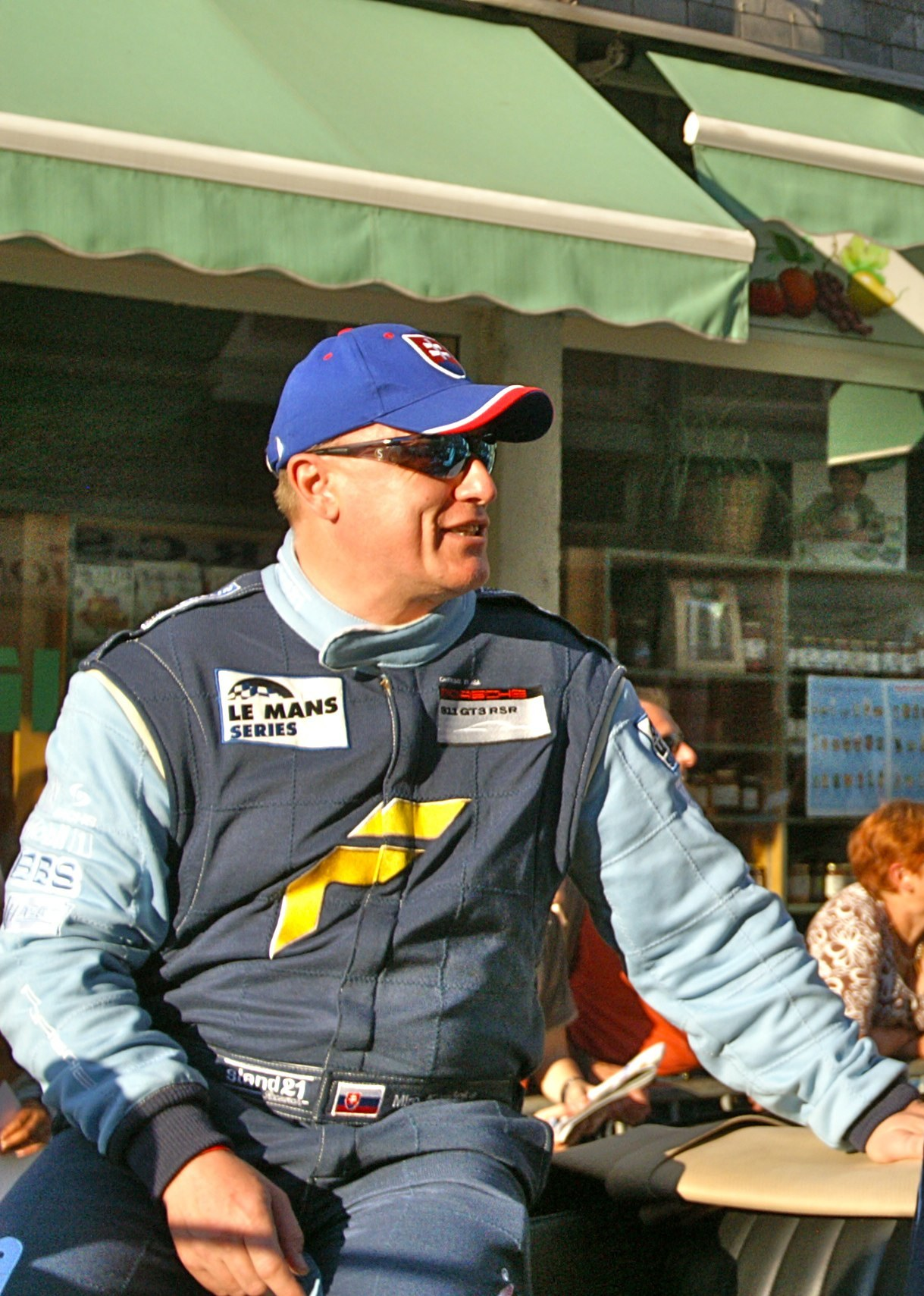
Miroslav Konôpka bei der Fahrerparade vor dem 24-Stunden-Rennen von Le Mans 2010

Miroslav „Miro“ Konôpka (* 21. Januar 1962 in Bratislava) ist ein slowakischer Autorennfahrer und Rennstallbesitzer.

## Karriere als Rennfahrer
Miroslav Konôpka begann seine Fahrerkarriere zu Beginn der 2000er-Jahre im slowakischen Tourenwagensport. Nach einem Jahr im Porsche Supercup fuhr er ab 2004 einen Porsche 911 GT3 RSR in der FIA-GT-Meisterschaft.
Es folgten Einsätze in der European- und American Le Mans Series. Erster internationaler Erfolg war der zweite Rang in der B-Klasse beim 12-Stunden-Rennen von Bathurst 2011. Ab Mitte der 2010er-Jahre startete er bei einer Vielzahl an GT-Sportwagenrennen und erreichte unter anderen den dritten Endrang in der LMP3-Klasse der Asian Le Mans Series 2016/17 und den zweiten Platz in GTAM-Klasse der International GT Open 2018. Die Platzierung in der Asian Le Mans Series wiederholte er 2018 und 2019, diesmal in der LMP2-Klasse. 
Zwischen 2006 und 2021 war er fünfmal beim 24-Stunden-Rennen von Le Mans am Start. Beste Platzierungen waren die 24. Gesamtränge 2010 – mit Vater und Sohn Felbermayr im Felbermayr-Proton-Porsche 911 GT3 RSR – und 2021, gemeinsam mit seinem Sohn Matej und Oliver Webb im Ligier JS P217.

## Rennstallbesitzer
1997 gründete er mit dem slowakischen Geschäftspartner Dusan Vyslozil den Motorsport-Rennstall ARC Bratislava. Seit 2003 ist das Team mit einer Vielzahl an Fahrern in den unterschiedlichsten Rennserien aktiv.

## Statistik

### Le-Mans-Ergebnisse
| Jahr | Team                   | Fahrzeug            | Teamkollege                | Teamkollege             | Platzierung | Ausfallgrund     |
| ---- | ---------------------- | ------------------- | -------------------------- | ----------------------- | ----------- | ---------------- |
| 2006 | T2M Motorsports        | Porsche 911 GT3 RS  | Jean-René de Fournoux      | Yutaka Yamagishi        | Ausfall     | kein Benzindruck |
| 2010 | Team Felbermayr-Proton | Porsche 997 GT3-RSR | Horst Felbermayr senior    | Horst Felbermayr junior | Rang 24     |                  |
| 2017 | ARC Bratislava         | Ligier JS P217      | Konstantīns Calko          | Rik Breukers            | Rang 45     |                  |
| 2019 | Arc Bratislava         | Ligier JS P217      | Konstantin Tereschtschenko | Henning Enqvist         | Ausfall     | Unfall           |
| 2021 | ARC Bratislava         | Ligier JS P217      | Oliver Webb                | Matej Konôpka           | Rang 24     |                  |
| 2022 | ARC Bratislava         | Oreca 07            | Bent Viscaal               | Tristan Vautier         | Rang 26     |                  |

### Sebring-Ergebnisse
| Jahr | Team                       | Fahrzeug           | Teamkollege     | Teamkollege   | Platzierung | Ausfallgrund    |
| ---- | -------------------------- | ------------------ | --------------- | ------------- | ----------- | --------------- |
| 2007 | Autoracing Club Bratislava | Porsche 996 GT3-R  | Bo McCormick    | Mauro Casadei | Ausfall     | Motorschaden    |
| 2008 | Autoracing Club Bratislava | Porsche 996 GT3-RS | Miroslav Hornak | Mauro Casadei | Ausfall     | Getriebeschaden |

### Einzelergebnisse in der FIA-Langstrecken-Weltmeisterschaft
| Saison  | Team           | Rennwagen      | 1   | 2   | 3   | 4   | 5   | 6   | 7   | 8   | 9   |
| ------- | -------------- | -------------- | --- | --- | --- | --- | --- | --- | --- | --- | --- |
| 2017    | ARC Bratislava | Ligier JS P217 | SIL | SPA | LEM | NÜR | MEX | AUS | FUJ | SHA | BAH |
| 2017    | ARC Bratislava | Ligier JS P217 | 45  |     |     |     |     |     |     |     |     |
| 2018/19 | ARC Bratislava | Ligier JS P217 | SPA | LEM | SIL | FUJ | SHA | SEB | SPA | LEM |     |
| 2018/19 | ARC Bratislava | Ligier JS P217 |     |     |     |     | DNF |     |     |     |     |
| 2021    | ARC Bratislava | Ligier JS P217 | SPA | POR | MON | LEM | BAH | BAH |     |     |     |
| 2021    | ARC Bratislava | Ligier JS P217 | DNF | 29  | 14  | 24  | 21  | 14  |     |     |     |
| 2022    | ARC Bratislava | Oreca 07       | SEB | SPA | LEM | MON | FUJ | BAH |     |     |     |
| 2022    | ARC Bratislava | Oreca 07       | 16  | DNF | 26  | 14  |     | 22  |     |     |     |